# روبرت سارگسیان (هنرپیشه)
روبرت رافیکی سارگیان (ارمنی: Ռոբերտ Ռաֆիկի Սարգսյան زاده ۳ فوریهٔ ۱۹۶۰ - درگذشته ۱۰ فوریهٔ ۲۰۲۳) یک بازیگر و عروسک‌گردان اهل ارمنستان بود. وی بین سال‌های - تا - میلادی فعالیت می‌کرد.

## زندگی‌نامه
وی در ۳ فوریهٔ ۱۹۶۰ در دسق به دنیا آمد و از انستیتو دولتی هنری و نمایشی ایروان (۱۹۸۷) فارغ‌التحصیل شد.  وی همچنین برندهٔ جوایزی همچون مدال طلای وزارت فرهنگستان جمهوری ارمنستان شده است. وی در ۱۰ فوریهٔ ۲۰۲۳ در سن ۶۳ سالگی درگذشت.